# Novartis
Novartis AG – szwajcarskie przedsiębiorstwo farmaceutyczne, powstało w 1996 roku w wyniku fuzji spółek Ciba-Geigy i Sandoz. Jego siedziba znajduje się w Bazylei.
W Polsce Novartis AG działa przez spółkę zależną Novartis Poland Sp. z o.o. pod takimi markami jak: Novartis, Lek, Sandoz, Alcon, Hexal, Ciba Vision oraz Nestle Nutrition. Posiada dwa zakłady produkcyjne: w Strykowie i Warszawie.

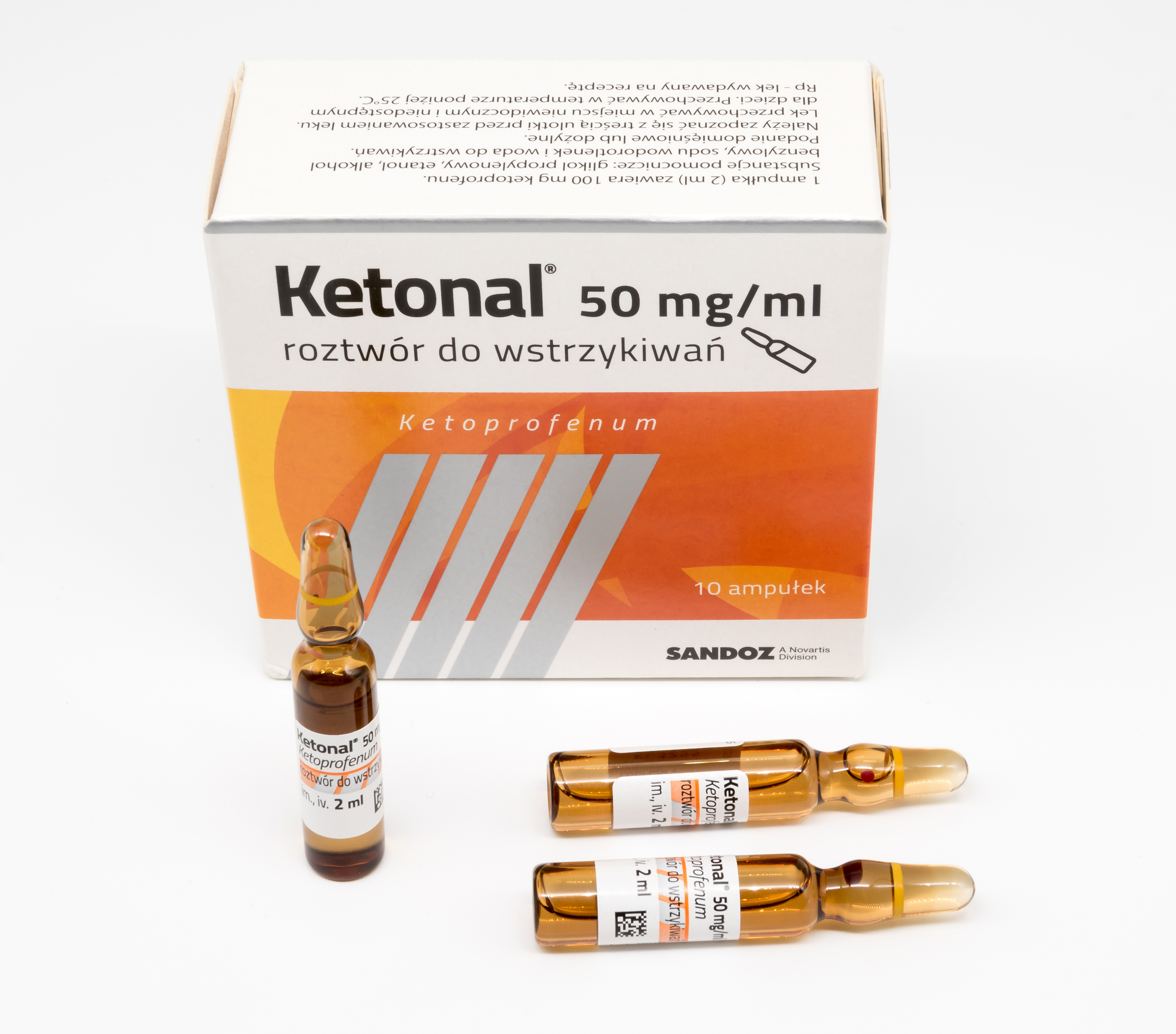
Lek Ketonal produkowany przez Novartis